# District de Betafo
Betafo est un district de Madagascar, situé dans la partie sud-ouest de la province d'Antananarivo, dans la région de Vakinankaratra.